# جمبووکو
جمبووکو (به لهستانی:  Dziembówko) یک روستا در لهستان است که در گمینا کاچوره واقع شده‌است.